# 中國冶金科工集團
中國冶金科工集團有限公司，簡稱中冶集團，經營國內及海外冶金工程承包、天然資源開發、紙業、技術裝備及房地產開發等業務。公司總部設於中國北京，董事長是陈建光。
2008年12月，中冶集團聯同寶鋼集團，合資成立子公司中國冶金科工股份有限公司（上交所：601618、港交所：1618），經營包括中冶集團除紙業外的所有業務。中冶在2009年中於上海及香港上市。香港H股首日上市收報5.61元，比招股價6.35元下跌11.65%。
2015年12月，國資委宣布中冶集團將整體併入中国五矿集团有限公司，成為中国五礦全資子公司。

## 中冶国际柬埔寨公司
- 中冶国际（柬埔寨）公司2016年注册成立，属中冶国际的独资公司。是最早进入柬埔寨的中资公司之一。公司的经营范围包括各类工程咨询、勘察、设计、总承包：工程技术咨询服务；工程设备的租赁；进出口业务;资源开发及矿山工程承包等[8]。

## 中冶属下子公司
- 中国一冶集团有限公司
- 中国二冶集团有限公司
- 中国三冶集团有限公司
- 中国五冶集团有限公司
- 中国十三冶集团有限公司
- 中国十七冶集团有限公司
- 中国十九冶集团有限公司
- 中国二十冶集团有限公司
- 中国二十二冶集团有限公司
- 中国冶金科工股份有限公司
- 北京中冶康源生物科技有限公司
- 中冶建筑研究总院有限公司
- 中冶焦耐工程技术有限公司
- 中冶武汉冶金建筑研究院有限公司
- 中冶北方工程技术有限公司
- 沈阳勘察研究总院有限公司
- 中冶长天国际工程有限责任公司
- 中冶成都勘察研究总院有限公司
- 中冶连铸技术工程股份有限公司
- 中国有色工程有限公司
- 中冶天工集团有限公司
- 北京钢铁设计研究总院有限公司
- 中冶建工集团有限公司
- 武汉钢铁设计研究总院有限公司
- 中国华冶科工集团有限公司
- 中冶东方控股有限公司
- 上海宝冶集团有限公司
- 中冶马鞍山钢铁设计研究总院有限公司
- 中冶建设高新工程技术有限责任公司
- 中冶鞍山焦化耐火材料设计研究总院有限公司
- 中冶（广西）马梧高速公路建设发展有限公司
- 长沙冶金设计研究院有限公司
- 中冶交通工程技术有限公司
- 中冶集团铜锌有限公司
- 瑞木镍钴管理（中冶）有限公司
- 中冶西澳矿业有限公司
- 中冶湘西矿业有限公司
- 中冶阿根廷矿业有限公司
- 中冶金吉矿业有限公司
- 中冶葫芦岛有色金属集团有限公司
- 中冶澳大利亚控股有限公司
- 北京中冶设备研究设计总院有限公司
- 中冶国际工程技术有限公司
- 中冶宝钢技术服务有限公司
- 中冶海外工程有限公司
- 中冶置业有限责任公司
- 中冶集团武汉勘察研究院有限公司
- 中冶集团财务有限公司
- 中冶京诚工程技术有限公司
- 中冶大地工程咨询有限公司
- 中冶赛迪工程技术股份有限公司
- 中冶集团国际经济贸易有限公司
- 中冶南方工程技术有限公司
- 重庆中冶物业管理有限责任公司
- 中冶华天工程技术有限公司
- 中冶纸业集团有限公司
- 中冶美利纸业股份有限公司
- 中冶纸业银河有限公司
- 中冶美利浆纸有限公司
- 中冶美利崃山纸业有限公司
- 中冶美利林业开发有限公司
- 中冶黔阳浆纸有限公司
- 中冶美利内蒙古浆纸有限公司
- 中冶纸业成都销售有限公司
- 中冶恒通冷轧技术有限公司
- 上海中冶职工医院
- 北京东星冶金新技术开发公司
- 北京中冶建设出租汽车公司
- 中冶集团广州有限公司
- 赤峰中冶基础设施投资有限公司
- 中治海外（柬埔寨）工程公司
- 中冶国际（柬埔寨）有限公司